# إزاي أنساك (فلم)
إزاي أنساك هو فيلم موسيقي رومانسي مصري من إنتاج عام 1956، بطولة فريد الأطرش، صباح، كريمة، عبد السلام النابلسي، تأليف علي الزرقاني وإخراج أحمد بدرخان.

## ملخص القصة
تدور أحداث الفيلم حول شقيقتين يتيمتين، إحداهما تعمل مغنية (صباح)، والأخرى تعمل راقصة (نادية جمال) في إحدى فرق العوالم، تقرران الهرب من أمهما وزوجها الذي يستولي على أموالهما، تهربان، وتذهبان لأحد المطربين المشهورين (فريد الأطرش) لتعملا في فرقته، ويكتشف المطرب بالصدفة موهبة المغنية فيرعاها، ومع الوقت يشعر نحوها بالحب، في الوقت ذاته تشعر فتاة أخرى تحبه بالغيرة، فتقوم بالاتفاق مع صديقها على أن يوهم المغنية بحبه وبالزواج لتبتعد عن المطرب.

## فريق العمل
إخراج: أحمد بدرخان.
تأليف: علي الزرقاني.
بطولة:
- فريد الأطرش (فريد)
- صباح  (زنوبة)
- كريمة (زيزي)
- عبد السلام النابلسي (عدنان)
- نادية جمال (لوزة)
- سراج منير (رضوان)
- رشدي أباظة (رشدي)
- شريفة ماهر
- رياض القصبجي

## أغاني الفيلم
من الحان فريد الأطرش
- أوبريت صانع التماثيل (غناء: فريد الأطرش وصباح وكلمات: إسماعيل الحبروك)
- زنوبة (غناء: صباح وكلمات: محمود فهمي إبراهيم)
- إيه فايدة قلبي (غناء: فريد الأطرش وكلمات: أنور عبد الله)
- هوه بس هوه (غناء: فريد الأطرش وكلمات: أنور عبد الله)
- يفيد بإيه الأنين (غناء: فريد الأطرش وكلمات: عبد العزيز سلام)
- أحبك ياني (غناء: صباح وكلمات: عبد العزيز سلام)

في أغنية صانع التماثيل، قُدّمت لوحة راقصة مُستخدمةً موسيقى رقصة النار الشعائرية لمانويل دي فايا.

## روابط خارجية
- مقالات تستعمل روابط فنية بلا صلة مع ويكي بيانات